# Pericoma atlantica
Pericoma atlantica är en tvåvingeart som först beskrevs av Satchell 1955.  Pericoma atlantica ingår i släktet Pericoma och familjen fjärilsmyggor. Inga underarter finns listade i Catalogue of Life.